# 豐橋公園前停留場

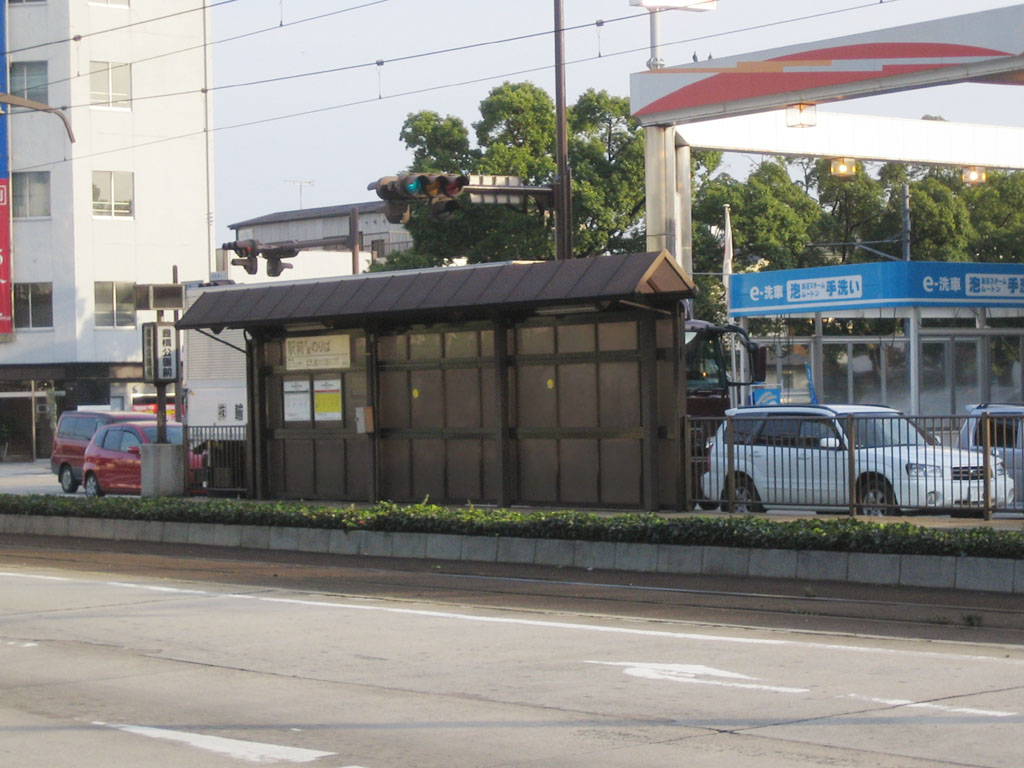
站前停留場方向的月台

豐橋公園前停留場（日语：／ Toyohashikoen-mae teiryūjō */?），是位於愛知縣豐橋市八町通四丁目，豐橋鐵道東田本線的電車站。車站編號為6。

## 歷史
- 1927年（昭和2年） - 練兵場前停留場啟用。
- 日期不詳 - 練兵場前停留場廢止。
- 1950年（昭和25年） -  在戰爭後復興時期中，隨著成為雙線鐵路化，以球場前站的名稱啟用[1]。
- 1963年（昭和38年）9月 - 車站改名為體育館前站。
- 1996年（平成8年）6月 - 車站改名為豐橋公園前。

## 電車站構造
電車站位於共用軌道（國道1號）上，設有2面2線的相對式月台（千鳥式月台，設有安全島）。月台上設有上蓋。

## 電車站周邊
- 豐橋公園（日语：豊橋公園）[2]
  - 山田宗徧（日语：山田宗徧）邸址（石碑）（茶之湯的千宗旦四天王（日语：宗旦四天王））
  - 吉田城（豐橋城）
  - 豐橋市美術博物館（日语：豊橋市美術博物館）
  - 豐橋球場（與豐橋市民球場（日语：豊橋市民球場）不同）
  - 豐橋陸上競技場
- 豐橋正教會（日语：豊橋ハリストス正教会）
- 安久美神戶神明社（日语：安久美神戸神明社）（豐橋神明社）
- 豐橋閣日進禪寺（日语：豊橋閣日進禅寺）
- 吉田山龍拈寺（日语：龍拈寺）
- 八町通
- 市電通
- 樟樹通

## 相鄰電車站
豐橋鐵道
東田本線
市役所前（5）－豐橋公園前（6）－東八町（7）

## 注腳
1. ↑  豊橋公園前停留場情報 - レール・ブルー（日語）
2. ↑  PDF（市內電車指南）（日語）